# Stephans smaragdduif
De Stephans smaragdduif (Chalcophaps stephani) is een vogel uit de familie Columbidae (duiven en tortelduiven).

## Verspreiding en leefgebied
Deze soort komt voor in Indonesië, Papoea-Nieuw-Guinea en de Salomonseilanden en telt drie ondersoorten:
- C. s. stephani: de Kei-eilanden, Nieuw-Guinea, de Admiraliteitseilanden en de Bismarckarchipel.
- C. s. wallacei: Sulawesi en de Sula-eilanden.
- C. s. mortoni: de Salomonseilanden (van Bougainville tot San Cristóbal en Santa Anna).